# 米罗斯拉夫·克卢茨
米罗斯拉夫·克卢茨（捷克語：Miroslav Klůc，1922年12月1日—2012年12月4日），捷克男子冰球运动员。他曾代表捷克斯洛伐克国家队参加1956年冬季奥林匹克运动会冰球比赛，结果队伍获得第五名。